# Šapkina
Šapkina nebo také Pilvorjaga (rusky Шапкина nebo Пильворъяга) je řeka v Republice Komi a v Archangelské oblasti v Rusku. Je 499 km dlouhá. Povodí má rozlohu 6570 km².

## Průběh toku
Protéká přes Bolšezemelskou tundru. Je to pravý přítok řeky Pečory.

## Vodní režim
Zdroj vody je převážně sněhový. Nejvyšších vodních stavů dosahuje v květnu a červnu. Průměrný roční průtok vody ve vzdálenosti 82 km od ústí činí 582 m³/s.